# Mary Hatcher
Mary Hatcher (Haines City, Florida, 1929. június 6. – Riverside, Kalifornia, 2018. április 3.) amerikai színésznő. Második férje Alvin Stoller (1925–1992) dzsesszdobos volt.

## Filmjei
- Our Hearts Were Growing Up (1946)
- Amíg a felhők tovaúsznak (Till the Clouds Roll By) (1946)
- The Trouble with Women (1947)
- Variety Girl (1947)
- Isn't It Romantic? (1948)
- Holiday in Havana (1949)
- The Big Wheel (1949)
- Tales of Robin Hood (1951)